# Brooklyn (Wisconsin)
Brooklyn é uma vila localizada no estado norte-americano de Wisconsin, no Condado de Dane e Condado de Green.

## Demografia
Segundo o censo norte-americano de 2000, a sua população era de 916 habitantes. 
Em 2006, foi estimada uma população de 1235, um aumento de 319 (34.8%).

## Geografia
De acordo com o United States Census Bureau tem uma área de 
2,8 km², dos quais 2,8 km² cobertos por terra e 0,0 km² cobertos por água.

## Localidades na vizinhança
O diagrama seguinte representa as localidades num raio de 20 km ao redor de Brooklyn. 